# Bulbophyllum faunula
Bulbophyllum faunula là một loài phong lan thuộc chi Bulbophyllum.